# Rosario Gangi
Rosario Gangi, detto Ross (New York, 10 novembre 1939), è un mafioso statunitense affiliato alla famiglia Genovese, nella quale ha ricoperto il ruolo di capitano.

## Biografia
Il padre, gli zii e i cugini di Rosario Gangi avevano legami con le famiglie mafiose Bonanno e Genovese. Suo zio Angelo Prezzanzano era un caporegime della famiglia Bonanno, mentre suo cugino Frank Gangi Jr. e lo zio Frank Gangi Sr. erano entrambi coinvolti nel traffico di droga. Nell’agosto del 1960, Frank Gangi Sr., zio paterno di Rosario, fu assassinato in un episodio legato alla malavita: dei sicari siciliani furono fatti arrivare da Montreal, in Canada, con l’incarico di uccidere Frank Tuminaro e Gangi Sr. Si sospettava che dietro agli omicidi ci fosse Charles Gagliodotto, affiliato alla famiglia Genovese, che nell’agosto del 1969 fu trovato strangolato a morte, presumibilmente per mano di membri della famiglia Tuminaro.

## Carriera criminale

### Fulton Fish Market
Come affiliato della famiglia Genovese, Rosario Gangi iniziò a lavorare al Fulton Fish Market nel Lower Manhattan, dove il mafioso Carmine Romano controllava un’industria ittica dal valore di un miliardo di dollari l’anno. Il 13 agosto 1981, Gangi fu incriminato per una serie di crimini legati al mercato del pesce e alla sezione locale 359 del sindacato United Seafood Workers Union, che rappresentava i lavoratori sindacalizzati del mercato.
All'inizio degli anni '90, Gangi fu promosso al rango di caporegime all'interno della famiglia Genovese, gestendo le attività illecite nel settore ittico insieme al capitano di Brooklyn Alphonse "Allie Shades" Malangone. Nel corso del decennio, suo figlio Thomas Gangi finì sotto indagine per il ruolo di dirigente presso la Preferred Quality Seafood, una società di commercio all’ingrosso di prodotti ittici. L'azienda fu successivamente espulsa dal mercato per non aver collaborato con le autorità durante un'indagine sul controllo mafioso della zona.
A metà degli anni '90, Gangi scoprì un’ampia operazione di sorveglianza condotta dall’FBI e dal Dipartimento di Polizia di New York contro la famiglia Genovese. Dopo l’arresto del boss Vincent Gigante, la famiglia aveva adottato un profilo più discreto e misure di sicurezza più rigide, nel tentativo di evitare che i membri di alto livello finissero nuovamente in prigione per lunghi periodi.

## Arresto e condanna
Il 25 novembre 1997, Rosario Gangi, il suo principale luogotenente Ernest Montevecchi e il capitano della famiglia Bonanno Frank Lino furono incriminati in un'importante indagine per frode azionaria e manipolazione di titoli. Lo schema truffaldino era un classico "pump and dump": i mafiosi acquisivano un'importante partecipazione nella HealthTech International Inc., azienda di salute e fitness con sede a Mesa, Arizona, quotata al NASDAQ. Decine di migliaia di azioni furono cedute ai mafiosi dai dirigenti di HealthTech, Gordon Hall e Joe Kirkham. Le famiglie criminali, a quel punto, corrompevano e minacciavano broker della società di Wall Street Meyers Pollock Robins Inc. affinché vendessero i titoli a ignari investitori. Una volta fatto salire artificialmente il valore delle azioni, le rivendevano incassando ingenti profitti, lasciando gli investitori con titoli privi di valore. L'inchiesta includeva anche un piano per truffare la Staten Island Savings Bank e la celebre etichetta discografica Sun Records di Memphis, Tennessee.
Il 17 febbraio 1998, Gangi, l’associato della famiglia Genovese John Albert e il soldato della famiglia Gambino Vincent DiModica furono incriminati per estorsione a danno di imprenditori e per una truffa ai danni della Port Authority di New York e New Jersey, che gestisce l’aeroporto internazionale di Newark. Gangi riceveva tangenti camuffate da parcelle per consulenze da parte di imprese impegnate nella costruzione del monorotaia dell’aeroporto, un progetto da 350 milioni di dollari. Il 27 luglio 1998, Gangi, Albert e DiModica furono condannati per le accuse legate all’aeroporto di Newark. Il 21 gennaio 1999, Gangi si dichiarò colpevole per il caso HealthTech e fu condannato a 97 mesi di carcere.
Il 5 dicembre 2001, Gangi e i capi della famiglia Genovese Pasquale Parrello e Joseph Dente Jr. furono accusati di una serie di reati tra cui estorsione, cospirazione per rapina, traffico di armi, usura, racket sindacale, appropriazione indebita, frode con carte di credito, contrabbando di alcolici e sigarette non tassati, gioco d’azzardo e contraffazione. L’inchiesta fu possibile grazie al lavoro sotto copertura di un agente dell’NYPD noto come "Big Frankie", che si era infiltrato così bene da essere persino considerato per l'iniziazione ufficiale nella famiglia mafiosa, e che pranzava regolarmente con Parrello. Il 30 aprile 2002, Gangi si dichiarò colpevole per racket nell’ambito di queste accuse e fu condannato a 78 mesi di reclusione.
Fu incarcerato presso il Federal Correctional Institution di Schuylkill, in Pennsylvania, e rilasciato l'8 agosto 2008.